# Eugène Maximilianovitch de Leuchtenberg
Pour les autres membres de la famille, voir Maison de Beauharnais.
Eugène Maximilianovich de Leuchtenberg (en russe : Евгений Лейхтенбергский), duc de Leuchtenberg et prince Romanovsky, est né le 8 février 1847 à Saint-Pétersbourg, en Russie, et décédé le 31 août 1901, au même endroit. Chef de la maison de Beauharnais-Leuchtenberg de 1891 à sa mort, c'est un général de l'armée impériale russe.
Fils officiel du duc Maximilien de Leuchtenberg, le prince Eugène est considéré par de nombreux historiens comme l'enfant naturel de la grande-duchesse Marie Nikolaïevna de Russie et du comte Grigori Stroganov. Entré très jeune dans la carrière militaire, Eugène se distingue lors de la conquête du Turkestan (1873) et de la Guerre russo-turque de 1877-1878, ce qui lui vaut de multiples décorations. Considéré comme un alcoolique et un joueur invétéré, le prince dilapide sa fortune et conclut deux unions morganatiques, avec des femmes de l'aristocratie russe. Père d'une fille à la réputation sulfureuse, le prince doit supporter les infidélités de sa deuxième épouse, qui le trompe avec le grand-duc Alexis Alexandrovitch de Russie. Il meurt dans un relatif dénuement, en 1891.

## Famille
Le prince Eugène est, officiellement, le deuxième fils du duc Maximilien de Leuchtenberg (1817-1852) et de son épouse la grande-duchesse Marie Nikolaïevna de Russie (1819-1876). De nombreux historiens présentent toutefois Eugène comme le fils illégitime du comte Grigori Stroganov (1824-1878), amant puis deuxième époux de la grande-duchesse Marie.
Par Maximilien de Leuchtenberg, Eugène est le petit-fils du prince Eugène de Beauharnais (1781-1824) et de la princesse Augusta-Amélie de Bavière (1788-1851) tandis que, par Marie de Russie, il descend du tsar Nicolas Ier de Russie (1796-1855) et de la princesse Charlotte de Prusse (1798-1860).
Le 9 janvier 1869, Eugène épouse morganatiquement, à Florence, Daria Konstantinovna Opotchinine (ru) (1844-1870), elle-même fille de Fedor Petrovich Opotchinine (ru) (1779-1852), membre du Conseil d'État de l'Empire russe, et de son épouse la princesse Daria Mikhaïlovna Koutouzov (1788-1854). De ce mariage naît une fille :
- Daria de Beauharnais (1870-1937), comtesse de Beauharnais, qui épouse le prince Lev Mikhaïlovitch Kotchoubeï (1862-1927). Divorcée en 1910, Daria se remarie brièvement au baron Vladimir von Grevenits (1872-1916). À nouveau divorcée en 1913, elle se remarie finalement à Viktor Markizetti (1874-1938).

Devenu veuf, Eugène de Leuchtenberg se remarie morganatiquement, en 1878, à Peterhof, à une cousine de sa première épouse, Zenaïde Dimitrïevna Skobelev (ru) (1856-1899), fille du général Dimitri Ivanovitch Skobelev (ru) (1821-1879) et d'Olga Nikolaïevna Poltavtseva (1823-1880). De ce second mariage ne naît aucun enfant.

## Biographie

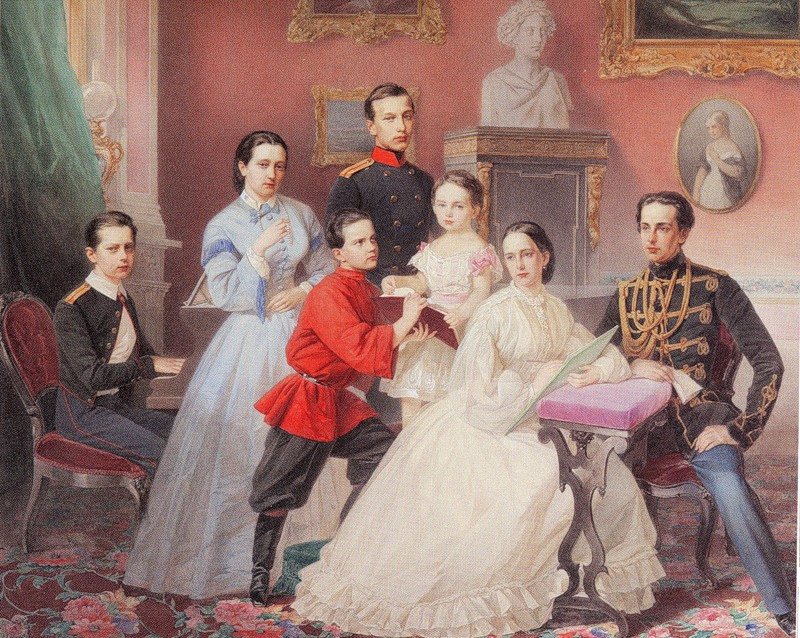
La grande-duchesse Marie de Russie entourée de ses enfants.

### Un enfant illégitime
Né en 1847, le prince Eugène n'est certainement pas le fils biologique du duc Maximilien de Leuchtenberg. Au moment de sa conception, ses parents sont en effet en froid et la grande-duchesse Marie Nikolaïevna de Russie entretient, depuis déjà deux ans, une liaison avec le comte Grigori Stroganov. Malgré tout, Maximilien reconnaît sans difficulté Eugène, qui est nommé ainsi en l'honneur de son grand-père officiel, le prince Eugène de Beauharnais. En grandissant, Eugène de Leuchtenberg assume pourtant sa bâtardise et n'hésite pas à déclarer publiquement qu'il est, « comme chacun le sait, le fils de Stroganov ». Le prince se montre par ailleurs volontiers insultant vis-à-vis de Maximilien de Leuchtenberg, qui est mort en 1852.
Eugène entretient par ailleurs des relations difficiles avec sa mère, qui lui préfère son frère aîné, Nicolas. Or, ce dernier souffre longtemps de graves problèmes de santé et Eugène est contraint de le suivre durant ses traitements à l'étranger, tandis que ses parents restent en Russie avec le reste de leur fratrie.

### Formation et carrière militaire
Contrairement à son frère Nicolas, qui se révèle très doué pour les sciences, Eugène est un élève plutôt médiocre, qui ne se passionne guère que pour les jeux de cartes. Comme tous les membres de son milieu, le prince est voué, dès sa naissance, à la carrière militaire et son grand-père le nomme membre du régiment Préobrajensky et commandant du régiment de Uhlans peu de temps après qu'il a vu le jour. Il reçoit pour tuteur un militaire, le général F. K. von Notbeck, qui a peu d'occasion de se montrer satisfait des progrès de son élève.

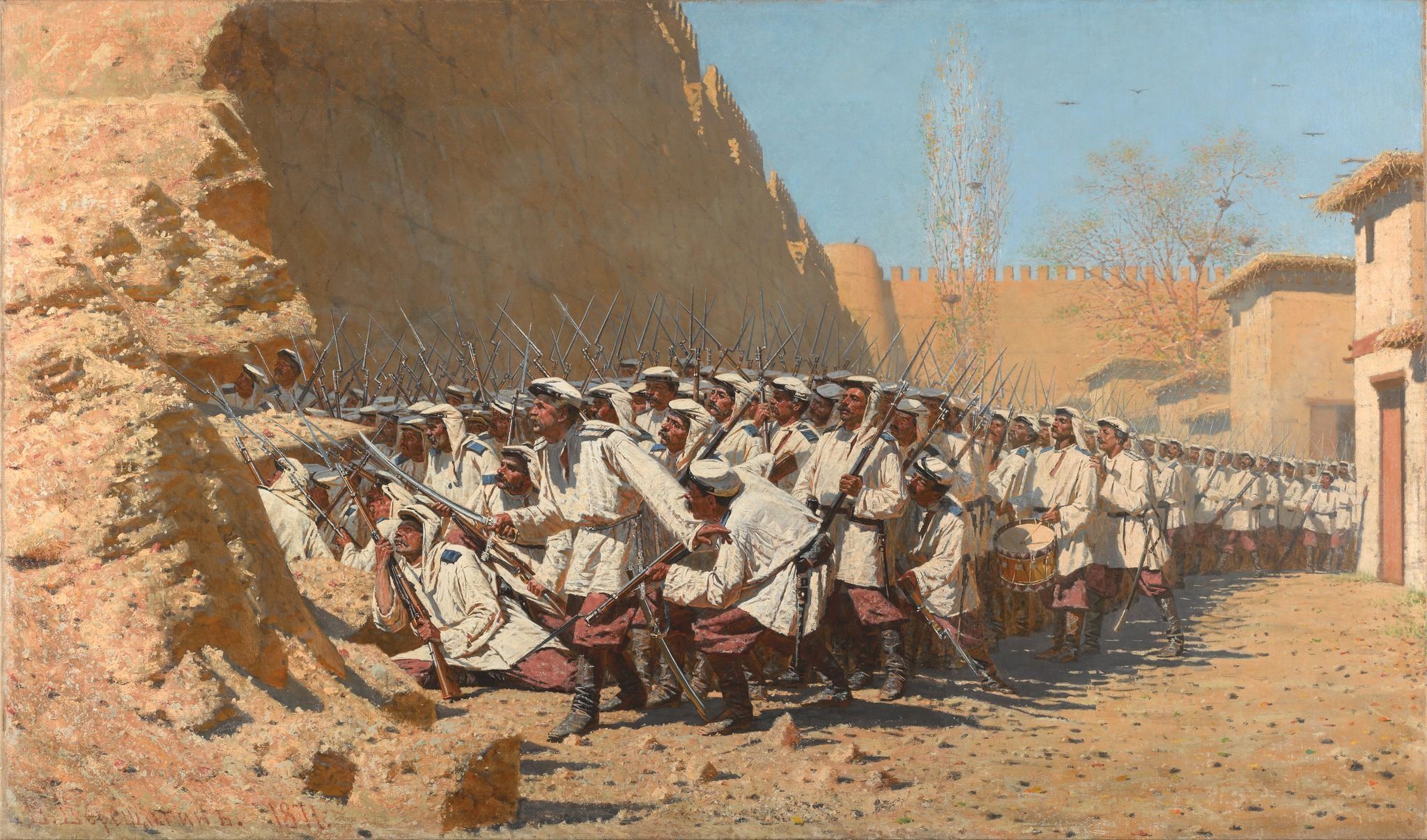
La prise de Khiva en 1873.

Dès l'âge de sept ans, en 1855, Eugène intègre le bataillon de chasseurs de la famille impériale. En 1867, il est fait cornette du régiment de Uhlans avant d'être nommé, l'année suivante, lieutenant de l'armée impériale. Mais, peu de temps après, le prince cause un énorme scandale en désertant à Paris avec une actrice française nommée Letessier. Ramené à Saint-Pétersbourg, il passe en cour martiale, est dégradé et se voit retirer toutes les décorations qui lui ont été conférées.
En 1872, le prince se porte volontaire pour participer à la conquête du Turkestan. L'année suivante, il participe ainsi à la prise de Khiva, ce qui lui vaut d'être décoré de l'ordre impérial et militaire de Saint-Georges et de recevoir une épée d'or de l'empereur. Quelques années plus tard, Eugène prend part à la Guerre russo-turque de 1877-1878. Blessé à la bataille de Kazanlyk, il est promu général et reçoit l'ordre de Saint-Vladimir ainsi qu'une médaille monténégrine.
Par la suite, Eugène est fait major général, commandant des dragons d'Astrakhan et des cosaques d'Orenbourg. Il reçoit à trois reprises les remerciements spéciaux du tsar (en 1893, 1895 et 1898) et termine sa carrière militaire comme général d'infanterie (1898).

### Une vie sentimentale mouvementée

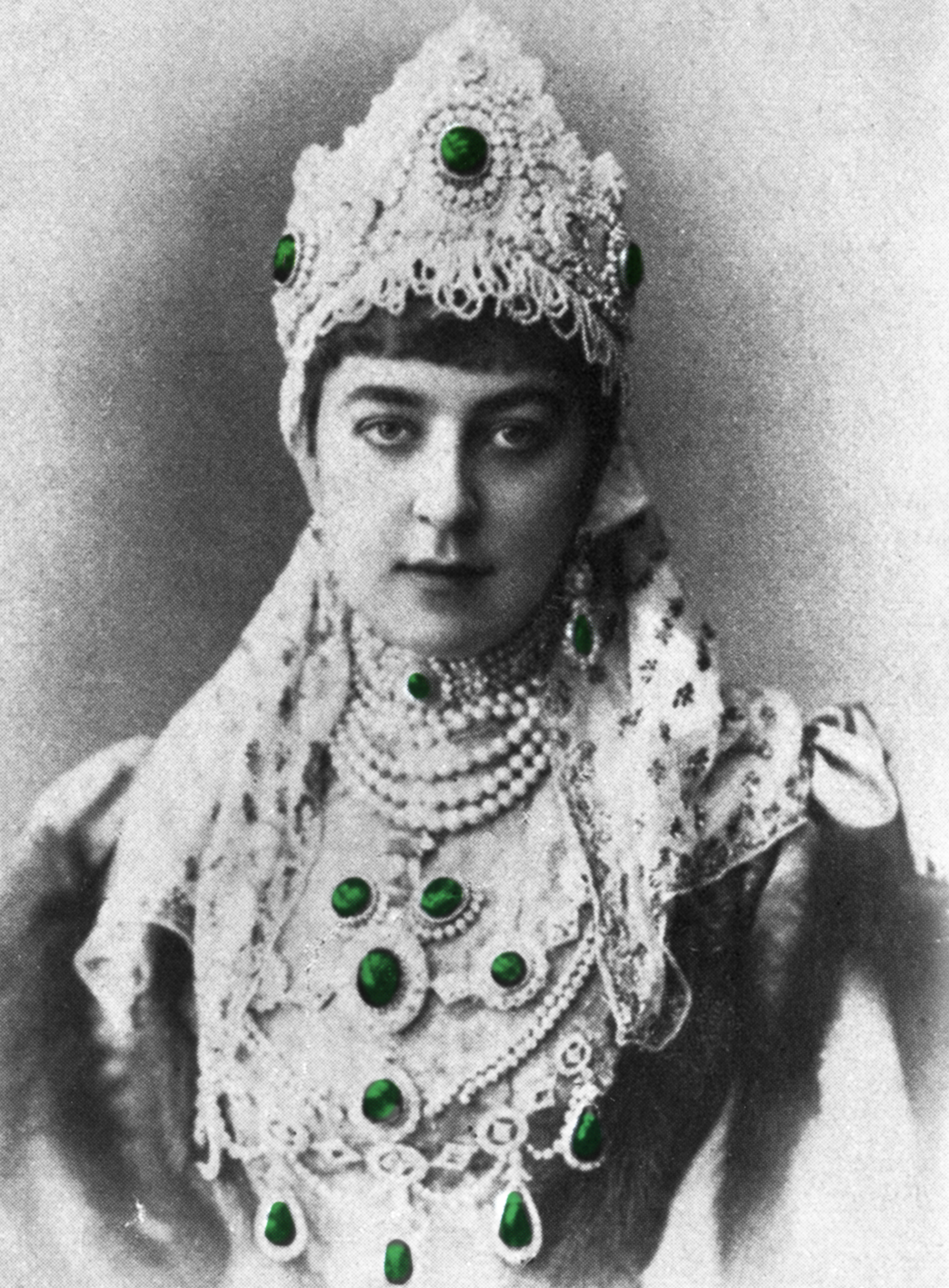
Zenaïde Skobelev en 1889.

En 1869, Eugène épouse, sans l'autorisation du tsar Alexandre II, la comtesse Daria Konstantinovna Opotchinine (ru), petite-fille du général Mikhaïl Koutouzov. Cette union morganatique, célébrée en Italie, provoque un scandale, d'autant qu'elle fait suite au mariage du prince Nicolas de Leuchtenberg avec une divorcée, l'année précédente. Cependant, l'empereur ne tarde pas à reconnaître l'union d'Eugène et à titrer Daria « comtesse de Beauharnais » (soulevant ainsi les protestations de l'ambassadeur de France). Méprisant, le tsar explique à son fils : « J'ai autorisé le mariage d'Eugène parce que je n'y vois aucun réel obstacle. Les Leuchtenberg ne sont pas grands-ducs et nous n'avons pas à nous préoccuper du déclin de leur clan ».
Un an après le mariage, Daria meurt en donnant naissance à une fille, nommée Daria de Beauharnais. Très affecté par le décès de son épouse, Eugène noie sa tristesse dans l'alcool, le jeu et les femmes. En 1878, il se remarie pourtant à une parente de sa première épouse, Zenaïde Skobelev (ru), sœur du général Mikhaïl Skobelev. Comme Daria, Zénaïde est titrée par le tsar « comtesse de Beauharnais » avant d'être élevée au rang de « duchesse de Leuchtenberg » avec le prédicat d'altesse sérénissime en 1889.
Ce deuxième mariage est malheureux. Zénaïde entretient en effet une liaison avec le grand-duc Alexis Alexandrovitch de Russie et Eugène, qui avait déjà une réputation d'alcoolique et de joueur, devient la risée de la bonne société russe. Totalement ruiné, le prince profite cependant de la liaison de sa femme avec son cousin pour soutirer à celui-ci de l'argent. Après la mort de Zénaïde en 1899, Eugène reste attaché au grand-duc, qui l'héberge dans sa résidence jusqu'à sa mort, en 1901.

### Funérailles
Après leur mort, Eugène et Zénaïde sont enterrés dans l'église Saint-Isidore du monastère Saint-Alexandre-Nevski. Leurs tombes sont cependant détruites par les Soviétiques durant les années 1930.

## Dans la culture
Le prince Eugène apparaît dans La Nuit blanche de Saint-Pétersbourg (2000), roman historique du prince Michel de Grèce.